# Pubis angelical (novela)
Pubis angelical es una novela del escritor argentino Manuel Puig (1932-1990), publicada en 1979. La misma fue llevada al cine en 1982 en un film homónimo.

## Sinopsis
La novela cuenta la historia de Ana, la protagonista, una mujer enferma internada en un hospital de México y, a través de su vida amorosa, hace referencia a la vida argentina de las décadas de 1960 y 1970 y es una de las primeras menciones de la literatura a las madres de la Plaza de Mayo. En un plano paralelo discurren sus fantasías inconscientes, con una peripecia imaginaria que se inicia en Europa Central en la década de 1930's, sigue en Hollywood y continúa, ya con elementos del género de la ciencia ficción, en el futuro. Ana aparece vinculada a tres hombres que la explotan sucesivamente:  un marido seductor y adinerado, un represor reprimido y un militante de la izquierda peronista.

## El autor
Manuel Puig  es uno de los escritores contemporáneos más importantes de la Argentina, tiene un papel destacado en la Literatura Hispanoamérica y también está reconocido en el mundo anglosajón. Fue un escritor realista que en sus obras trata de los lazos que se tejen en la sociedad. Se caracterizó por la defensa de la libertad sexual y por la independencia con la que tocaba temas políticos.  Su obra narrativa tiene un fuerte tono melodramático y está redactada en un lenguaje coloquial y fácil de entender. Creó un mundo literario absolutamente personal y se destacó por su don de observación del comportamiento humano, una asombrosa capacidad para reproducir el habla cotidiana o emplear los módulos de la literatura popular y de una fundamental y lúcida piedad por los seres. 

## Críticas
La novela muestra “fundamentalmente un amor desdichado y traicionado, y a la mujer como ser a quien se utiliza y posterga… un implacable examen de las imposturas morales que en nuestra época trituran a los más débiles. En esta obra aparece un debate en el exilio sobre el contenido ideológico del peronismo.”
Juan Carlos Toledano Redondo, profesor del Lewis & Clark College, sostiene que Puig utiliza el género de la ciencia ficción para resolver el conflicto entre hombre y mujer, como categorías sexuales de dominación y dominados/as, sin perder verosimilitud para el lector, recurriendo a una realidad alternativa futura en la que el tiempo conocido puede cesar, dando lugar al inicio de una nueva era. Dentro de las múltiples interpretaciones posibles cabe considerar que estamos ante la alegoría de la mujer en una sociedad patriarcal pasada, presente y futura, que no parece estar dispuesta a cambiar y a la que en la novela vemos  dominada, vilipendiada y objetivizada hasta la crueldad.